# Aeroportul Chipata
Aeroportul Chipata (IATA: CIP, ICAO: FLCP) este un aeroport din Chipata, Provincia de Est, Zambia ce deservește zona Chipata. A fost numit după zona deservită.
Situat la o altitudine de 992 m, aeroportul dispune de o singură pistă.